# Política de Tuvalu
La política de Tuvalu tiene lugar en una monarquía constitucional y con un sistema democrático representativo donde el primer ministro es el jefe de Gobierno y un gobernador general es el jefe de Estado en representación del monarca. El poder ejecutivo es ejercido por el gobierno. El legislativo lo ejerce un parlamento unicameral de 15 miembros. El poder judicial es independiente.
En Tuvalu no existen partidos políticos, los miembros del parlamento son representantes de familias y clanes.

## Poder ejecutivo
| Puesto             | Nombre                | Partido político | Mandato                  |
| ------------------ | --------------------- | ---------------- | ------------------------ |
| Rey                | Carlos III            |                  | 8 de septiembre de 2022  |
| Gobernador general | Tofiga Vaevalu Falani |                  | 29 de septiembre de 2021 |
| Primer ministro    | Feleti Teo            |                  | 26 de febrero de 2024    |

## Poder legislativo
Los 15 miembros del Parlamento de Tuvalu son Maatia Toafa, Saufatu Sopoaga, Bikenibeu Paeniu, Leti Pelesala, Samuelu Teo, Alesana Seluka, Otinielu Tausi, Sio Patiale, Kamuta Latasi, Elisala Pita, Amasone Kilei, Kamuta Latasi, Namoto Kelisiano, Kausea Natano y Tavau Teii.
Estos datos corresponden al 3 de junio de 2006.
- Datos: Q16736999
- Multimedia: Politics of Tuvalu / Q16736999